# ヌッチョ・オルディネ
ヌッチョ・オルディネ（Nuccio Ordine、1958年7月18日 - 2023年6月10日）は、イタリアの大学教授、哲学者。ルネサンス文化、とりわけジョルダーノ・ブルーノの世界的に有名な研究者である。

## 経歴と研究
南イタリア、カラブリア州のディアマンテに生まれる。イタリアのコゼンツァ県レンデに位置するカラブリア大学の正教授で、イタリア文学の教鞭をとっている。また、ハーヴァード大学のイタリア・ルネサンス研究所、ならびにアレクサンダー・フォン・フンボルト財団のフェローを務める傍らで、アメリカの大学（イェール大学、ニューヨーク大学）とヨーロッパの大学（社会科学高等研究院、パリの高等師範学校、ソルボンヌ、新ソルボンヌ、トゥールのフランソワ・ラブレー大学、IUF、パリ第8大学、ヴァールブルク研究所、アイヒシュテット＝インゴルシュタット・カトリック大学）で講義を行っている。ジョルダーノ・ブルーノならびにルネサンス文化研究の、現代における重要な専門家の一人である。その著作は、中国語、ロシア語、日本語を含む多くの言語に翻訳されている。フランスのBelles Lettres社から刊行されているブルーノの著作集の責任編集者であり、またイヴ・エルサン、アラン=フィリップ・スゴンらとともに、同出版社の三つのシリーズ刊行物の編集に携わっている。イタリアでは、Liguori社の「シレーノス（Sileni）」シリーズ、Nino Aragno社の「ヨーロッパ古典思想（Classici del pensiero europeo）」シリーズ、Bompiani社の「ヨーロッパ古典文学（Classici della letteratura europea）」シリーズを監修している。また、イタリアの全国紙コッリエーレ・デッラ・セーラ紙に寄稿している。

## 受賞・叙勲
- 2009年 フランス教育功労章シュヴァリエ
- 2010年 イタリア共和国功労勲章コンメンダトーレ
- 2010年 ロシア科学アカデミー哲学研究所の名誉会員
- 2010年 リオグランデ・ド・スル大学名誉学位
- 2012年 レジオンドヌール勲章
- 2023年 アストゥリアス皇太子賞コミュニケーションおよびヒューマニズム部門

## 主要著作
- La cabala dell'asino, Liguori, Napoli, 1987.
  - 下記『ロバのカバラ』加藤守通訳
- Teoria della novella e teoria del riso nel cinquecento, Liguori, Napoli, 1996.
- La soglia dell'ombra, Marsilio, Venezia, 2003.
- Contro il Vangelo armato, Cortina Raffaello, Milano, 2007.
- Le rendez-vous des savoirs, Belles Lettres, 2009.
- Trois couronnes pour un roi : La devise d'Henri III et ses mystères, Belles Lettres, 2011.
- L'utilité de l'inutile, Belles Lettres, 2013.